# Stelio Fiorenza
Stelio Fiorenza (Roma, 18 maggio 1945 – Roma, 28 novembre 2006) è stato un regista teatrale, regista cinematografico e sceneggiatore italiano.

## Biografia
Figlio di Enzo Fiorenza (fondatore dell'AIACE, Associazione Italiana Amici Cinema d'Essai, e fra gli animatori storici dell'Estate romana), segue inizialmente le orme del padre nel campo della distribuzione e del cineclub.
Negli anni settanta comincia a lavorare in produzione con Roberto Rossellini (Anno uno, 1974), Mario Gariazzo (Incontri molto ravvicinati... del quarto tipo, 1978) e Beppe Cino (Il cavaliere, la morte e il diavolo, 1983). Nel 1986 dirige il suo primo lungometraggio, La parola segreta (distribuito solo nel 1988), e nel 1989 il tardo giallo noir Dark Bar, protagonista Marina Suma, tratto dall'omonima piéce teatrale. È anche regista di programmi per la Rai e alcune emittenti giapponesi.
È inoltre attore per Beppe Cino nel lungometraggio Rosso di sera (1988) e la fiction in due puntate La signora della città (1996).
Si dedica anche al teatro, fondando il Teatro In Trastevere di Roma, che nel 1995 si trasformerà in Cinema Intrastevere (e di cui Fiorenza rimarrà comproprietario fino alla morte). Nei primi anni ottanta fonda anche il Centro Sperimentale del Teatro, all'interno del quale mette in scena copioni propri come Dolce Elettra (1981) o scrive testi e adattamenti messi in scena dalla allora compagna Shahroo Kheradmand.
Pochi mesi dopo la morte di Fiorenza, Arcipelago Film Festival dedica al regista la 15ª edizione della rassegna, svoltasi nel 2007 presso il cinema Intrastevere.

## Filmografia

### Regista e sceneggiatore
- La parola segreta (1988)
- Dark Bar - col nome di Stanley Florency (1989)
- La spia - cortometraggio (1996)
- Uno strano incontro - cortometraggio (1997)

### Attore
- Rosso di sera, regia di Beppe Cino (1988)
- La signora della città, regia di Beppe Cino - film TV (1996)

## Teatro

### Regie
- Dolce Elettra (anche testo, 1981)
- Borges (anche testo, 1983)

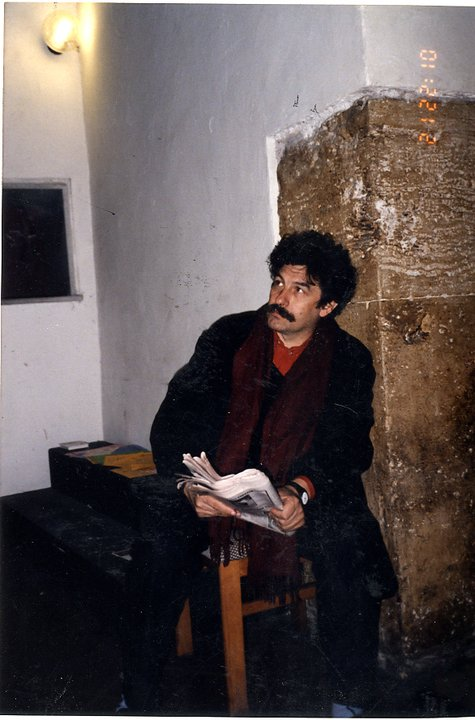
Teatro Intrastevere, fine anni 80

- Il profeta, dall'opera di Khalil Gibran (1990)
- Così va il mondo, di William Congreve (1991)
- Il magnifico cornuto, di Fernand Crommelynck (1992)
- Chi ha messo le mutande nel forno?, di Michael Pertwee (1992)
- Camere con crimini, di Sam Bobrick e Ron Clark (1995)

### Testi e adattamenti
- Barsiza, il grande mito, regia di Shahroo Kheradmand (1981)
- Dark Bar, regia di Shahroo Kheradmand (1984)
- Le donne di Troia, da Le troiane di Euripide, regia di Shahroo Kheradmand (1985)
- Falso allarme, di Khalil Gibran, regia di Shahroo Kheradmand (1988)
- Prometeo incatenato, di Eschilo, regia di Shahroo Kheradmand (1988)
- Pluto, di Aristofane, regia di Shahroo Kheradmand (1990)
- Siddharta, di Hermann Hesse, regia di Shahroo Kheradmand (1990)
- Gilgamesh, la più antica storia del mondo, regia di Shahroo Kheradmand (1991)
- Kassandra, regia di Shahroo Kheradmand  (1993)
- Il malato immaginario, di Molière, regia di Shahroo Kheradmand  (1993)
- Anfitrione, da Tito Maccio Plauto e Molière, regia di Shahroo Kheradmand (1995)